# Альба (Теруель)
Альба (ісп. Alba) — муніципалітет в Іспанії, у складі автономної спільноти Арагон, у провінції Теруель. Населення — 248 осіб (2010).
Муніципалітет розташований на відстані близько 200 км на схід від Мадрида, 36 км на північний захід від міста Теруель.

## Демографія
Динаміка населення (INE ):